# Thubten Tharpa
Liushar, geboortenaam Thubten Tharpa (1913-1984) was een Tibetaans geestelijke en politicus. Hij was de laatste minister van buitenlandse zaken van Tibet
Liushar werd benoemd tot la-chag (functionaris van financiën) in mei 1938. Hij werd bevorderd tot dzasa en tot monnikminister benoemd voor buitenlandse zaken in de Kashag in februari 1948.
Hij vormde hij samen met de islamitische zakenman Ramzan een joint venture om in 1958 de bioscoop Diki Wolnang of Gelukkig Licht te bouwen, ten westen van de Jokhangtempel tegenover de Yuthog-brug.
In 1959 vluchtte hij ten tijde van de opstand in Tibet tegelijk met de veertiende dalai lama in Indiaas ballingschap, waarna hij zelf ook niet terugkeerde naar Tibet.